# Bacchus (vindruva)

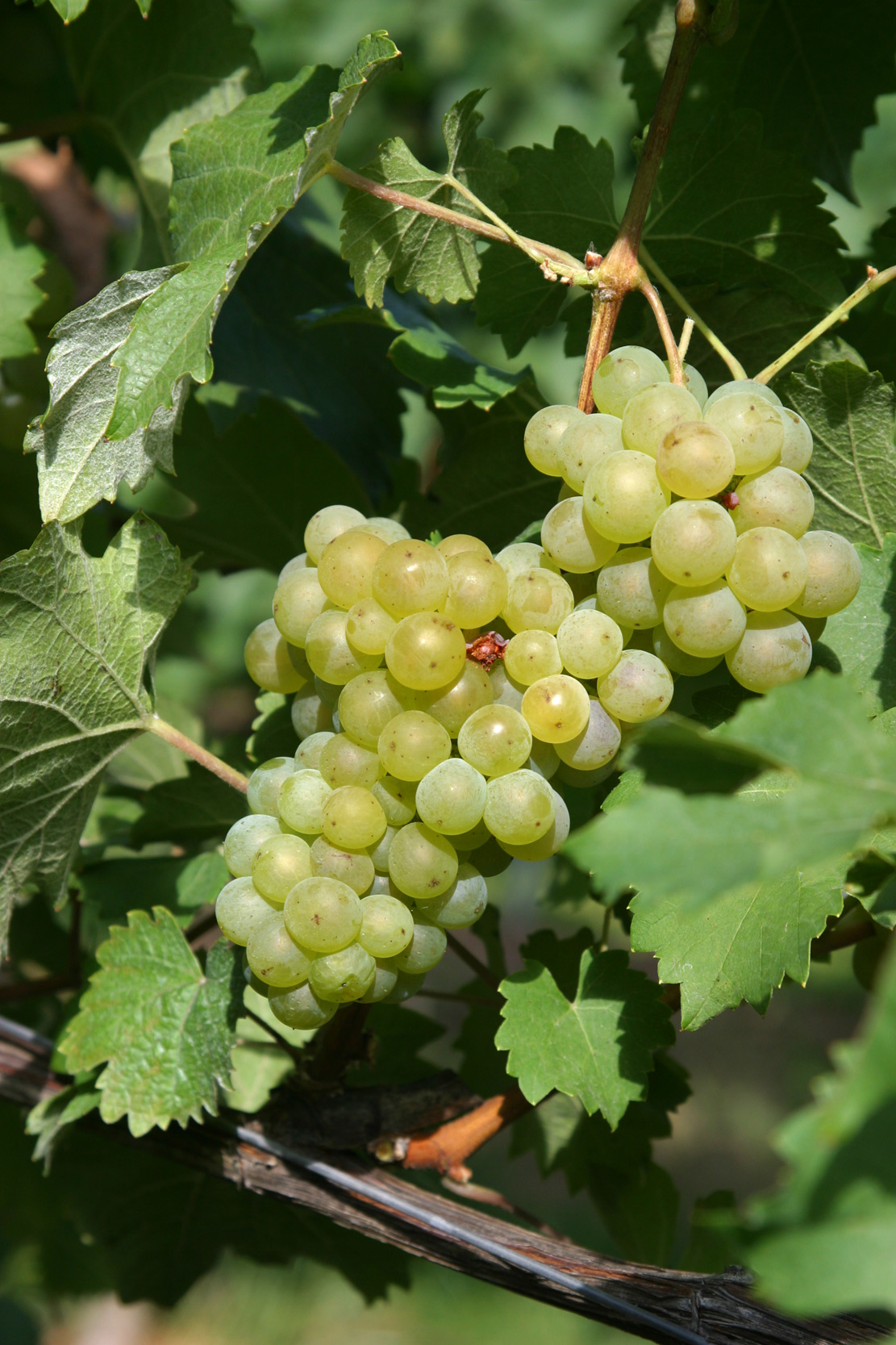
Bacchus

Bacchus är en sort av vindruva från Tyskland. Den är en korsning av druvorna Silvaner och Riesling. Druvsorten är namngiven efter den romerska vinguden Bacchus. 
Bacchus är en tillåten druvsort för kommersiell vinframställning i Sverige.